# Transition Québec
Transition Québec est un parti politique municipal de la ville de Québec fondé en juin 2017 sous le nom d'Option Capitale-Nationale et renommé en 2020 sous son nom actuel. Le parti met de l'avant des valeurs écologistes, environnementalistes, urbanistiques modernes, féministes, souverainistes et de justice sociale. Dans un esprit de démocratie locale, le parti s'encre principalement dans le courant de pensée du municipalisme. Lors des élections municipales de 2021, le parti municipal remporte un siège à l'hôtel de ville de Québec sur les 21 districts divisant le territoire de la ville.

## Historique

### Naissance du parti politique municipal
En 2017, des militants du parti provincial Option nationale de la Capitale-Nationale décident de former un nouveau parti politique municipal à Québec. Ils se donnent un chef, Nicolas Lavigne-Lefebvre, qui présente sa candidature à la mairie de la ville en mai 2017 en vue des élections de novembre suivant, pour le parti Option Capitale-Nationale. Il entend donner à la ville de Québec, une mairie écologiste, progressiste et indépendantiste. Le lancement officiel du parti se fait le 18 juin. Le 13 août. Option Capitale-Nationale présente les trois premiers candidats du parti aux postes de conseillers municipaux. Quelques jours plus tard, le 23 août, le parti est enregistré auprès du directeur général des élections du Québec.

### Élections municipales de 2017
Lors des élections municipales de 2017 à Québec, Option Capitale-Nationale présente des candidatures dans 20 des 21 districts, 17 hommes et 3 femmes, lors des élections en novembre, un des candidats ayant retiré sa candidature un mois avant les élections. Avec 1,42 % des voix, Lavigne-Lefebvre finit quatrième à la mairie. Les candidats et candidates aux postes de conseillers municipaux obtiendront entre 0,78 % à 5,86 %, totalisant 2,10 % des voix sur l'ensemble du territoire.

### Changement de nom et restructuration du parti
En juin 2019, le parti se donne une nouvelle cheffe, Jackie Smith, candidate arrivée deuxième en 2017 au poste de conseillère dans le district de Limoilou sous la bannière de Démocratie Québec. Dans un désir de renouvellement après la fusion des partis politiques provinciaux Option nationale et Québec solidaire, le 3 février 2020, le parti politique municipal Option Capitale-Nationale prend donc le nom de Transition Québec et restructure la ligne du parti. C'est le 16 septembre 2021 que Transition Québec dévoile son slogan de campagne : « Changeons de cap »

### Élections municipales de 2021
Lors des élections municipales de 2021, Transition Québec présente 21 candidatures dont la cheffe, Jackie Smith, à la mairie, couvrant ainsi tous les districts en jeu. Avec 6,56 % des voix sur le territoire de la ville, la mettant en quatrième position pour le poste de mairesse, Smith devient conseillère municipale pour le district de Limoilou sous la bannière de sa colistière, Madeleine Cloutier, terminant première avec 38,36 % des voix. De leur côté, les autres candidatures font mieux que ceux et celles sous la bannière d'Option Capitale-Nationale en 2017, obtenant plus de pourcentage des voix dans 20 des 21 districts et terminant en deuxième place dans deux districts (Maizeret-Lairet et Cap-aux-Diamants). Au total, le parti obtient 7,81 % des voix pour les districts.
C'est entre autres au centre-ville que le fort appui aux candidatures de Transition Québec se concentre, entre autres, dans les districts de Saint-Roch-Saint-Sauveur (19,52 %), Limoilou (38,36 % et victoire de Jackie Smith sous la bannière de sa colistière Madeleine Cloutier), de Cap-aux-Diamants (20,16 %) et de Maizeret-Lairet (22.96 %). C'est notamment à la suite du débat municipal du 7 octobre 2021 que la cheffe, Jackie Smith, se fait connaître sur les réseaux sociaux par la mise en lumière en direct d'un candidat climato-sceptique dans l'équipe de Québec 21,.

### Élections municipales de 2025
En date de juin 2025 (4 mois avant les élections), les sondages signalent une montée des intentions de votes pour Transition Québec (de 4 % en 2021 à 10 % en 2025). Notamment, la dissolution du parti municipal progressiste Démocratie Québec vient jouer en faveur de la consolidation des votes progressistes. 

## Valeurs et courant idéologique
Principalement orienté vers les politiques de lutte aux changements climatiques au niveau municipal, le parti Transition Québec met aussi de l'avant des propositions sur
- la justice sociales ;
- l'écofiscalisté et l'économie circulaire ;
- la démocratie locale et le séparatisme québécois ;
- la valorisation de l'interculturalisme comme modèle d'intégration ;
- l'urbanisme moderne, l'universalité des services et les villes à l'échelle humaine.

Les militants de Transition Québec se sont principalement fait remarquer pour leur opposition vigoureuse au troisième lien, et au projet Laurentia.